# 블랙메일
| |
| 형법 刑法 |
| 형법학 · 범죄 · 형벌 죄형법정주의 |
| 범죄론 |
| 구성요건 · 실행행위 · 부작위범 간접정범 · 미수범 · 기수범 · 중지범 불능범 · 상당인과관계 고의 · 고의범 · 착오 과실 · 과실범 공범 · 정범 · 공동정범 공모공동정범 · 교사범 · 방조범 |
| 항변 |
| 위법성조각사유 · 위법성 · 책임 · 책임주의 책임능력 · 심신상실 · 심신미약 · 정당행위 · 정당방위 · 긴급피난 · 오상방위 · 과잉방위 · 강요된 행위                                     |
| 죄수 |
| 상상적 경합 · 연속범 · 병합죄 |
| 형벌론 |
| 사형 · 징역 · 금고 벌금 · 구류 · 과료 · 몰수 법정형 · 처단형 · 선고형 자수 · 작량감경 · 집행유예                                                                                  |
| 대인범죄 |
| 보통살인죄 · 존속살해죄 · 자살교사·방조죄 |
| 촉탁승낙살인죄 · 영아살해죄 · 낙태죄 |
| 상관살해죄 |
| 폭행죄 · 상해치사죄 · 절도죄 |
| 성범죄 · 성매매알선 · 강간죄 |
| 유괴 · 과실치사상죄 · |
| 대물범죄 |
| 손괴죄 · 방화죄 |
| 절도죄 · 강도죄 · 사기죄 |
| 사법절차 방해죄 |
| 공무집행방해죄 · 뇌물죄 |
| 위증죄 · 배임죄 |
| 미완의 범죄 |
| 시도 · 모의 · 공모 |
| 형법적 항변 |
| 자동증, 음주 & 착오 |
| 정신 이상 · 한정책임능력 |
| 강박 · 필요 |
| 도발 · 정당방위 |
| 다른 7법 영역 |
| 헌법 · 민법 · 형법 |
| 민사소송법 · 형사소송법 · 행정법 |
| 포털: 법 · 법철학 · 형사정책 |
| v • d • e • h |

블랙메일(blackmail)은 위협을 이용한 강제의 범죄 행위이다. 한국어로 갈취, 공갈, 협박, 강제 등 다양한 용어로 번역되며 한국어와 온전히 일치하는 번역어는 존재하지 않는다.
형사 범죄로서, 블랙메일은 영미법계 관할권에서 다양한 방식으로 정의된다. 미국에서 블랙메일은 일반적으로 사람에게 당혹감이나 재정적 손실을 야기할 수 있는 일을 하겠다는 위협을 포함하는 정보 범죄로 정의된다. 대조적으로, 영연방에서는 그 정의가 더 넓다. 예를 들어, 잉글랜드 웨일스와 북아일랜드의 법률은 다음과 같이 명시한다.
어떤 사람이 자신이나 타인의 이득을 얻거나 타인에게 손실을 입힐 목적으로, 협박을 통해 부당한 요구를 하는 경우 블랙메일의 유죄이다...

대중문화에서 '블랙메일'은 특정 요구가 충족되지 않으면 특정 사람이나 사람들에 대한 실질적으로 사실이거나 허위 정보를 폭로하거나 공개하겠다고 위협하는 것을 포함한다. 이는 종종 해로운 정보이며, 일반 대중보다는 가족이나 지인에게 공개될 수도 있다.
블랙메일 행위는 또한 피해자나 피해자와 가까운 사람에게 신체적, 정신적, 정서적 해를 가하거나 형사 기소를 하겠다는 위협을 사용하는 것을 포함할 수 있다. 이는 일반적으로 개인적인 이득, 가장 흔하게는 지위, 돈, 재산을 위해 수행된다.
블랙메일은 또한 공갈의 한 형태로 간주될 수 있으며 공갈과 동일한 성문법 조항에 포함될 수 있다. 비록 두 단어가 일반적으로 동의어이지만, 공갈은 미래의 해를 가하겠다는 위협에 의해 개인 재산을 취하는 행위이다. 블랙메일은 다른 사람이 합법적인 직업에 종사하는 것을 막고 비방하는 편지나 평화 교란을 야기하는 편지를 작성하는 데 위협을 사용하는 것뿐만 아니라 미납 채무를 회수할 목적으로 협박을 사용하는 것이다.
많은 관할권에서 블랙메일은 종종 형사 범죄이며, 유죄 판결을 받은 가해자에게는 징벌적 제재가 따른다. 블랙메일은 미국, 잉글랜드 웨일스, 호주에서 성문법상 범죄명이며, 특정 다른 범죄들을 지칭하는 편리한 방법으로 사용되었지만, 영국 법에서는 1968년까지 사용되지 않았다.
블랙메일은 원래 스코티시보더스 지역에서 도둑과 약탈자들로부터 보호를 받는 대가로 지불되는 비용을 의미하는 용어였다.

## 어원

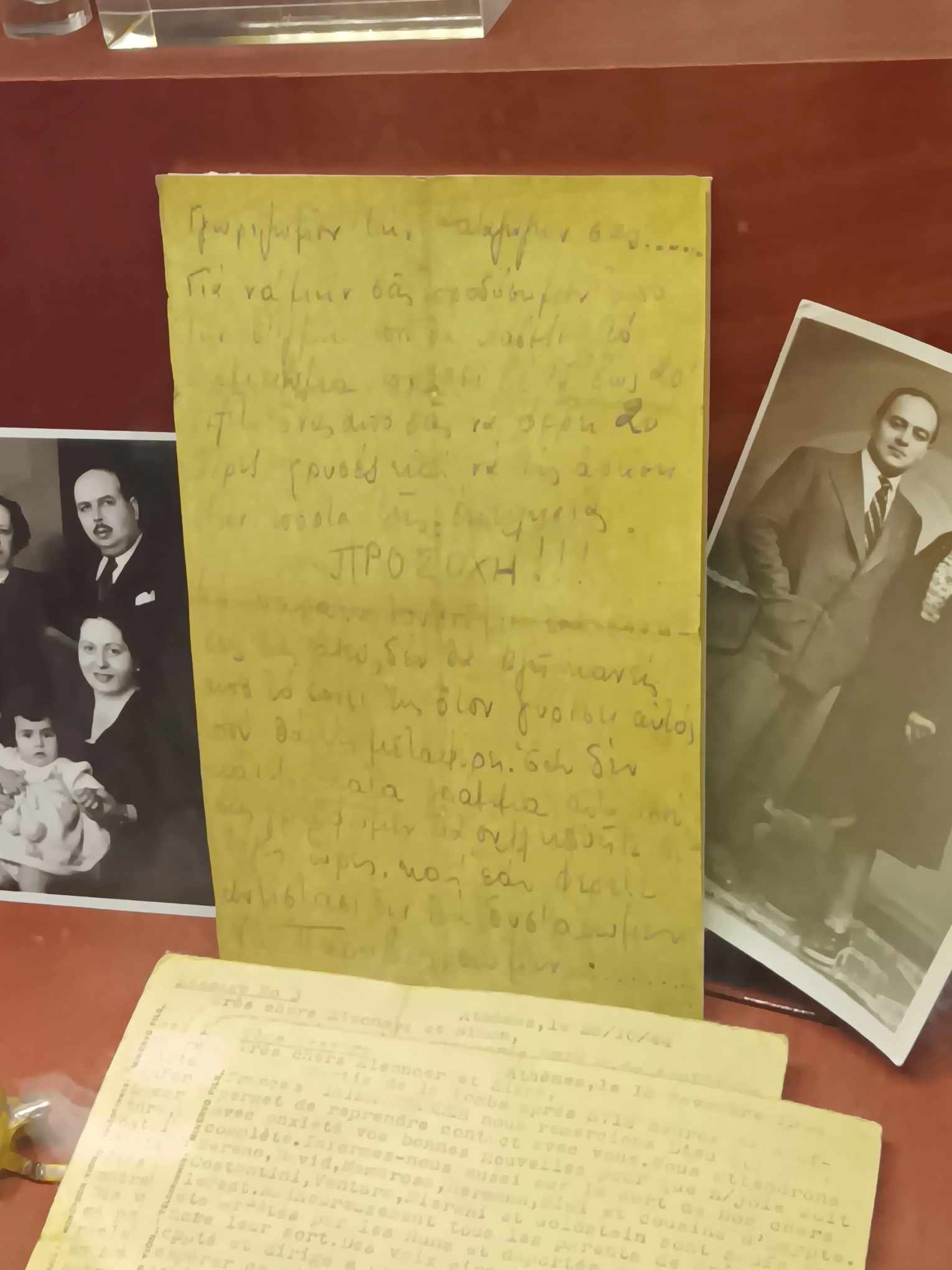
추축국 점령기의 그리스 동안 숨어 지내던 유대인 카폰-미네르보 가족에게 보낼 블랙메일 쪽지

'블랙메일'이라는 단어는 다양한 의미로 파생되었는데, 메일링에 대한 단어에서 유래했는데, 이는 영미 국경 거주자들이 국경 강도들에게 습격 및 기타 괴롭힘으로부터 면책을 받는 대가로 지불한 것이다. 블랙메일의 "메일" 부분은 중세 영어 male, "세금, 공물"에서 파생되었다. 이 공물은 물품이나 노동(reditus nigri, 또는 "블랙메일")으로 지불되었다. 반대는 블랑쉬 피르메스(blanche firmes) 또는 레디투스 알비(reditus albi), 즉 "화이트 렌트"(은으로 지불하는 것을 의미)이다. 또는 매케이는 이를 두 스코틀랜드 게일어 단어인 blathaich(th는 묵음으로 블라-이치로 발음됨, 보호하다)와 mal(공물, 지불)에서 파생되었다고 보는데, 이는 버톡 메일(buttock mail)과 유사하다. 그는 이러한 관행이 스코틀랜드 고지와 국경 지역에서 흔했다고 언급한다. 아일랜드어에서는 유사한 징수를 위해 "블랙 렌트"를 의미하는 cíos dubh라는 용어가 사용되었다.

## 범죄화에 대한 이의
일부 학자들은 블랙메일이 범죄가 되어서는 안 된다고 주장했다. 블랙메일의 범죄화에 대한 이의는 종종 법학자들이 "블랙메일의 역설"이라고 부르는 것에 기반을 둔다. 이는 많은 경우 사람들이 법적으로나 도덕적으로 할 권리가 있는 두 가지 별개의 행위를 함께 할 때 범죄로 규정한다는 것이다. 한 미국 법학자는 돈을 받지 않으면 범죄 행위를 폭로하겠다고 위협하는 사람의 예를 든다. 그 사람은 범죄를 폭로하겠다고 위협하고, 동시에 한 사람에게 돈을 요구할 법적 권리가 각각 있음에도 불구하고, 블랙메일 범죄를 저지른 것이다.

## 같이 보기
- 정서적 블랙메일
- 그린메일
- 사채업자
- 핵 협박
- 피초 (공갈)
- 성 갈취
- 화이트메일

영화
- 블랙메일 (1920년 영화), (1920년 영화)
- 블랙메일, (1929년 영화)

## 내용주
1. ↑  Blackmail Law: Justicia
2. ↑  Section 21(1) Theft Act 1968
3. ↑  Section 20(1) Theft Act (Northern Ireland) 1969
4. 1 2 3  《Merriam-Webster's dictionary of law》. Merriam-Webster. 1996. 53쪽. ISBN 978-0-87779-604-6. 2011년 5월 23일에 확인함.
5. ↑  《The American Heritage® Dictionary of the English Language, 4th edition》. Houghton Mifflin Harcourt Publishing Company. 2010.
6. 1 2  “Blackmail”. 《메리엄-웹스터》. 2017년 10월 21일에 원본 문서에서 보존된 문서. 2011년 5월 23일에 확인함.
7. ↑  《Burton's Legal Thesaurus》. McGraw-Hill Professional. 2006. 233쪽. ISBN 978-0-07-147262-3. 2011년 5월 23일에 확인함.
8. ↑  《The encyclopedia of American law enforcement》. Infobase Publishing. 2007. 78쪽. ISBN 978-0-8160-6290-4. 2011년 5월 23일에 확인함.
9. ↑  Florida Statutes § 836.05 (2024), from 플로리다 주의회
10. ↑  Frank Schmalleger; Daniel E. Hall; John J. Dolatowski (2009). 《Criminal Law Today》 4판. Prentice Hall. 271–272쪽. ISBN 978-0-13-504261-8.
11. 1 2  《West's encyclopedia of American law, Volume 2》. West Pub. Co. 1998. 569 pages쪽. ISBN 978-0-314-20155-3. 2011년 5월 23일에 확인함.
12. ↑  “Legislation View Page”. 《thelaw.tas.gov.au》. 2016년 9월 19일에 원본 문서에서 보존된 문서. 2016년 9월 18일에 확인함.
13. ↑  Griew, Edward. The Theft Acts 1968 & 1978, Sweet & Maxwell: London. Fifth Edition, paperback, ISBN 0-421-35310-4, paragraph 12-01 at page 183
14. ↑  “Dictionary of the Scots Language:: SND :: black mail”. 2020년 8월 15일에 원본 문서에서 보존된 문서. 2020년 6월 19일에 확인함.
15. 1 2  Maeve Maddox (2011년 5월 10일). “The Difference Between Extortion and Blackmail”. 2011년 7월 13일에 원본 문서에서 보존된 문서. 2011년 7월 18일에 확인함.
16. ↑  Mackay, Charles; Ramsay, Allan; May, G. (1888). 〈Black-mail〉. 《A dictionary of Lowland Scotch, with an introductory chapter on the poetry, humour, and literary history of the Scottish language and an appendix of Scottish proverbs》. London: Whittaker. 10–12쪽.
17. ↑  Lindgren (1984), 670쪽: "대부분의 범죄는 왜 그 행위가 범죄인지 설명하는 이론이 필요하지 않다. 잘못은 자명하다. 하지만 블랙메일은 주요 범죄 중 독특하다: 아무도 그것이 왜 불법이어야 하는지 아직 밝혀내지 못했다."
18. ↑  Block, Walter, "Blackmail as a Victimless Crime 보관됨 8 8월 2017 - 웨이백 머신," with Robert McGee, Bracton Law Journal, Vol. 31, pp. 24–28 (1999)
19. ↑  Block, Walter, "Blackmailing for Mutual Good: A Reply to Russell Hardin 보관됨 19 3월 2011 - 웨이백 머신," Vermont Law Review, Vol. 24, No. 1, pp. 121–141 (1999)
20. ↑  Walter Block, N. Stephan Kinsella and Hans-Hermann Hoppe (Jul 2000), “The Second Paradox of Blackmail”, 《Business Ethics Quarterly》 10 (3): 593–622, doi:10.2307/3857894, JSTOR 3857894, S2CID 5684396
21. ↑  Lindgren (1984), 670–71쪽.

## 참고 문헌
- Baker, Dennis J., Glanville Williams Textbook of Criminal Law. Sweet & Maxwell: London. (2005) ISBN 978-0-414-04613-9.
- Criminal Law Revision Committee. 8th Report. Theft and Related Offences. Cmnd. 2977
- Griew, Edward. Theft Acts 1968 & 1978, Sweet & Maxwell: London. ISBN 978-0-421-19960-6
- Lindgren, James (1984). 《Unraveling the Paradox of Blackmail》. 《컬럼비아 로 리뷰》 84. 670–717쪽. doi:10.2307/1122502. JSTOR 1122502.
- Ormerod, David. Smith and Hogan Criminal Law, LexisNexis: London. (2005) ISBN 978-0-406-97730-4
- Smith, J. C. Law of Theft, LexisNexis: London. (1997) ISBN 978-0-406-89545-5